# Khalid Al Ma'ajil
Khalid Abdullah Al Ma'ajil Al Faraj (arabe : خالد عبدالله المعجل الفرج), né en Arabie saoudite, est un joueur de football international saoudien, qui évoluait au poste d'attaquant.

## Palmarès
Al Shabab Riyad
- Championnat d'Arabie saoudite :
  - Vice-champion : 1981-82, 1984-85 et 1988-89.
  - Meilleur buteur : 1981-82 (22 buts) et 1987-88 (12 buts).

- Coupe de la Fédération d'Arabie saoudite (2) :
  - Vainqueur :  1988 et 1989.